# Peltonychia
Genre
Synonymes
- Hadziana Roewer, 1935

Peltonychia est un genre d'opilions laniatores de la famille des Cladonychiidae.

## Distribution
Les espèces de ce genre se rencontrent en Europe.

## Liste des espèces
Selon World Catalogue of Opiliones (19/05/2021) :
- Peltonychia clavigera (Simon, 1879)
- Peltonychia gabria Roewer, 1935
- Peltonychia leprieurii (Lucas, 1861)
- Peltonychia navarica (Simon, 1879)
- Peltonychia piochardi (Simon, 1872)
- Peltonychia postumicola (Roewer, 1935)
- Peltonychia sarea (Roewer, 1935)
- Peltonychia tenuis Roewer, 1935

## Publication originale
- Roewer, 1935 : « Opiliones. Fünfte Serie, zugleich eine Revision aller bisher bekannten Europäischen Laniatores. Biospeologica. LXII. » Archives de Zoologie expérimentale et générale, vol. 78, no 1, p. 1–96.